# 龙形街道
龙形街道是中华人民共和国贵州省黔东南苗族侗族自治州黎平县下辖的一个街道办事处。2019年8月8日设置龙形街道，辖原德凤街道永乐社区、何家庄社区、龙形社区、兰溪谷社区、东关社区、万福山社区、薛家坪社区、罗团社区、三什江社区、地西村、构洞村。

## 行政区划
龙形街道下辖以下村级行政区划单位：
龙形社区、永乐社区、何家庄社区、兰溪谷社区、东关社区、万福山社区、薛家坪社区、罗团社区、三什江社区、挂榜社区、石门社区、地西村、构洞村。